# Хоцьківський заказник
Хоцьківський заказник — ландшафтний заказник місцевого значення в Україні. Об'єкт розташований на території Бориспільського району Київської області, Циблівська сільська громада. 
Площа — 400 га, статус отриманий у 2018 році.
Територія є важливою для збереження багатьох видів флори та фауни. Зокрема сону богемського та 6 видів амфібій, занесених до Червоної книги України.